# NGC 515
NGC 515 ist eine Linsenförmige Galaxie vom Hubble-Typ SB0 im Sternbild Fische auf der Ekliptik. Sie ist schätzungsweise 234 Millionen Lichtjahre von der Milchstraße entfernt und hat einen Durchmesser von etwa 95.000 Lichtjahren.
Im selben Himmelsareal befinden sich u. a. die Galaxien NGC 517, NGC 528, IC 1691, IC 1692.
Das Objekt wurde am 13. September 1784 von dem deutsch-britischen Astronomen Wilhelm Herschel entdeckt.